# Classic Brugge-De Panne
Classic Brugge-De Panne, do 2020 znany jako Driedaagse Brugge-De Panne – jednodniowy (do 2017 wieloetapowy) wyścig kolarski rozgrywany pomiędzy miejscowościami Brugia i De Panne w belgijskiej Flandrii Zachodniej.
Pierwsza edycja imprezy odbyła się w 1977. Od początku rozgrywany był w formule wieloetapowej, najczęściej w formie trzydniowej rywalizacji. W 2018 format wyścigu został zmieniony na rywalizację jednodniową jednak nazwa wskazująca na trzydniową rywalizację (niderl. Driedaagse) pozostała taka sama jak dotychczas – nową, jednoznacznie wskazującą na klasyczną formę wyścigu (Classic Brugge-De Panne) nadano w 2021.
W 2005 wyścig został włączony do cyklu UCI Europe Tour z kategorią 2.HC (w 2018, po zmianie formatu 1.HC), a od 2019 jest częścią cyklu UCI World Tour.
Od 2018 poza wyścigiem mężczyzn organizowany jest wyścig jednodniowy dla kobiet.

## Zwycięzcy
Opracowano na podstawie:
| Rok  | Pierwsze                 | Drugie                 | Trzecie                |
| ---- | ------------------------ | ---------------------- | ---------------------- |
| 1977 | Roger Rosiers            | Yvon Bertin            | Guido Van Sweevelt     |
| 1978 | Guido Van Sweevelt       | Jos Jacobs             | Cees Priem             |
| 1979 | Gustaaf Van Roosbroeck   | Marc Renier            | Guido Van Calster      |
| 1980 | Sean Kelly               | Gustaaf Van Roosbroeck | Etienne Van der Helst  |
| 1981 | Jan Bogaert              | André Dierickx         | Jos Jacobs             |
| 1982 | Gerrie Knetemann         | Daniel Willems         | Jean-Luc Vandenbroucke |
| 1983 | Cees Priem               | Etienne De Wilde       | Michel Pollentier      |
| 1984 | Bert Oosterbosch         | Eric Vanderaerden      | Ferdi Van Den Haute    |
| 1985 | Jean-Luc Vandenbroucke   | Sean Kelly             | Adrie van der Poel     |
| 1986 | Eric Vanderaerden        | Sean Kelly             | Jean-Luc Vandenbroucke |
| 1987 | Eric Vanderaerden        | Sean Kelly             | Jean-Luc Vandenbroucke |
| 1988 | Eric Vanderaerden        | Allan Peiper           | Frans Maassen          |
| 1989 | Eric Vanderaerden        | Jelle Nijdam           | Allan Peiper           |
| 1990 | Erwin Nijboer            | Johan Museeuw          | Gerrit Solleveld       |
| 1991 | Jelle Nijdam             | Frans Maassen          | Maximilian Sciandri    |
| 1992 | Frans Maassen            | Wiaczesław Jekimow     | Thierry Marie          |
| 1993 | Eric Vanderaerden        | Frans Maassen          | Edwig Van Hooydonck    |
| 1994 | Fabio Roscioli           | Dżamolidin Abdużaparow | Frans Maassen          |
| 1995 | Michele Bartoli          | Rolf Sørensen          | Gianluca Bortolami     |
| 1996 | Wiaczesław Jekimow       | Wilfried Peeters       | Olaf Ludwig            |
| 1997 | Johan Museeuw            | Carlo Bomans           | Marco Milesi           |
| 1998 | Michele Bartoli          | Emmanuel Magnien       | Wiaczesław Jekimow     |
| 1999 | Peter Van Petegem        | Frank Vandenbroucke    | Denis Zanette          |
| 2000 | Wiaczesław Jekimow       | Romāns Vainšteins      | Siergiej Iwanow        |
| 2001 | Nico Mattan              | Erik Dekker            | Wiaczesław Jekimow     |
| 2002 | Peter Van Petegem        | Stefano Zanini         | George Hincapie        |
| 2003 | Raivis Belohvoščiks      | Gianluca Bortolami     | Peter Van Petegem      |
| 2004 | George Hincapie          | Danilo Hondo           | Gerben Löwik           |
| 2005 | Stijn Devolder           | Alessandro Ballan      | Nico Mattan            |
| 2006 | Leif Hoste               | Bernhard Eisel         | Luis León Sánchez      |
| 2007 | Alessandro Ballan        | Joost Posthuma         | Bert Roesems           |
| 2008 | Joost Posthuma           | Manuel Quinziato       | Enrico Gasparotto      |
| 2009 | Frederik Willems         | Joost Posthuma         | Tom Leezer             |
| 2010 | David Millar             | Andrij Hriwko          | Luca Paolini           |
| 2011 | Sébastien Rosseler       | Lieuwe Westra          | Michał Kwiatkowski     |
| 2012 | Sylvain Chavanel         | Lieuwe Westra          | Maciej Bodnar          |
| 2013 | Sylvain Chavanel         | Alexander Kristoff     | Niki Terpstra          |
| 2014 | Guillaume Van Keirsbulck | Luke Durbridge         | Gert Steegmans         |
| 2015 | Alexander Kristoff       | Stijn Devolder         | Bradley Wiggins        |
| 2016 | Lieuwe Westra            | Alexander Kristoff     | Aleksiej Łucenko       |
| 2017 | Philippe Gilbert         | Matthias Brändle       | Alexander Kristoff     |
| 2018 | Elia Viviani             | Pascal Ackermann       | Jasper Philipsen       |
| 2019 | Dylan Groenewegen        | Fernando Gaviria       | Elia Viviani           |
| 2020 | Yves Lampaert            | Tim Declercq           | Tim Merlier            |
| 2021 | Sam Bennett              | Jasper Philipsen       | Pascal Ackermann       |
| 2022 | Tim Merlier              | Dylan Groenewegen      | Nacer Bouhanni         |
| 2023 | Jasper Philipsen         | Olav Kooij             | Yves Lampaert          |
| 2024 | Jasper Philipsen         | Tim Merlier            | Danny van Poppel       |
| 2025 | Juan Sebastián Molano    | Jonathan Milan         | Madis Mihkels          |